# Lastras de Cuéllar
Lastras de Cuéllar é um município da Espanha na província de Segóvia, comunidade autónoma de Castela e Leão, de área 46 km² com população de 439 habitantes (2007) e densidade populacional de 7,43 hab/km².

## Demografia
| Variação demográfica do município entre 1991 e 2004 | Variação demográfica do município entre 1991 e 2004 | Variação demográfica do município entre 1991 e 2004 | Variação demográfica do município entre 1991 e 2004 |
| --------------------------------------------------- | --------------------------------------------------- | --------------------------------------------------- | --------------------------------------------------- |
| 1991                                                | 1996                                                | 2001                                                | 2004                                                |
| 609                                                 | 582                                                 | 530                                                 | 487                                                 |